# Муратово (Калузька область)
Муратово (рос. Муратово) — присілок в Малоярославецькому районі Калузької області Російської Федерації.
Населення становить 54 особи. Входить до складу муніципального утворення Присілок Захарово.

## Історія
Від 2004 року входить до складу муніципального утворення Присілок Захарово.

## Населення
| 2002 | 2010 |
| ---- | ---- |
| 56   | ↘54  |